# 第三铺乡
第三铺乡，是中华人民共和国甘肃省定西市通渭县下辖的一个乡镇级行政单位。

## 行政区划
第三铺乡下辖以下地区：
三铺村、石庄村、金川村、城湾村、姚岔村、郭家坪村、芦滩村、乔湾村、万岔村、党堡村、郭山村、小岔村、侯坡村、陈沟村、蒲湾村、阴坡村、西坪村、王河村和马坪村。